# Giovanni Francesco Lazzarelli
Giovanni Francesco Lazzarelli ou Lazzerelli (Gubbio, 5 avril 1621 - Mirandola, 4 avril 1693) est un poète italien.

## Biographie
Giovanni Francesco Lazzarelli naquit en 1621 à Gubbio, d’une famille patricienne. Après avoir achevé ses cours, il reçut le laurier doctoral à la faculté de droit, et accepta les fonctions d’auditeur du cardinal Carpegna, qui le tinrent quelque temps à Rome. Des intérêts de famille l’ayant rappelé dans sa patrie, il en fut nommé Gonfalonnier. Il remplit ensuite la charge d’auditeur général de la légation de Ferrare, puis celle d’auditeur de la Rote à Pérouse, à Macerata, à Bologne. Le duc de la Mirandole, voulant l’attacher à sa petite cour, le fit conseiller. Lazzarelli, devenu veuf, embrassa l’état ecclésiastique et fut bientôt pourvu de la prévôté du chapitre. Il mourut à Mirandola en 1694, à 73 ans.
L’Académie d'Arcadie l’avait admis, sous le nom d’Altemone Sepiate. Il fut du nombre des poètes du XVIIe siècle (les secentisti) qui osèrent prendre pour modèles les écrivains qui seront à jamais la gloire de l’Italie, et l’on ne peut douter, dit Tiraboschi, qu’il ne se fût acquis une grande réputation s’il eût choisi des sujets plus dignes de son admirable talent.

## Publications
- La Cicceide legitima[4], suite de sonnets dans lesquels il tourne en ridicule D. Ciccio (Buonaventura Arrighini), son collègue, dont il paraît qu’il avait eu à se plaindre. Il a été réimprimé plusieurs fois.
- Les autres ouvrages de Lazerelli sont disséminés dans les mémoires des sociétés littéraires ou dans les Raccolte de son temps. Une Vie exacte et érudite de ce poète a été publiée par l’abbé Sebastiano Ranghiasci[2].